# ديفيد روديشا
ديفيد روديشا (بالإنجليزية: David Lekuta Rudisha) (17 ديسمبر 1988) هو عداء كيني متخصص في المسافات المتوسطة، ويحمل الرقم القياسي العالمي في سباق 800 متر بزمن قدره 1:40.91، وهو البطل الأولمبي والعالمي الحالي في هذا التخصص.

## مسيرته

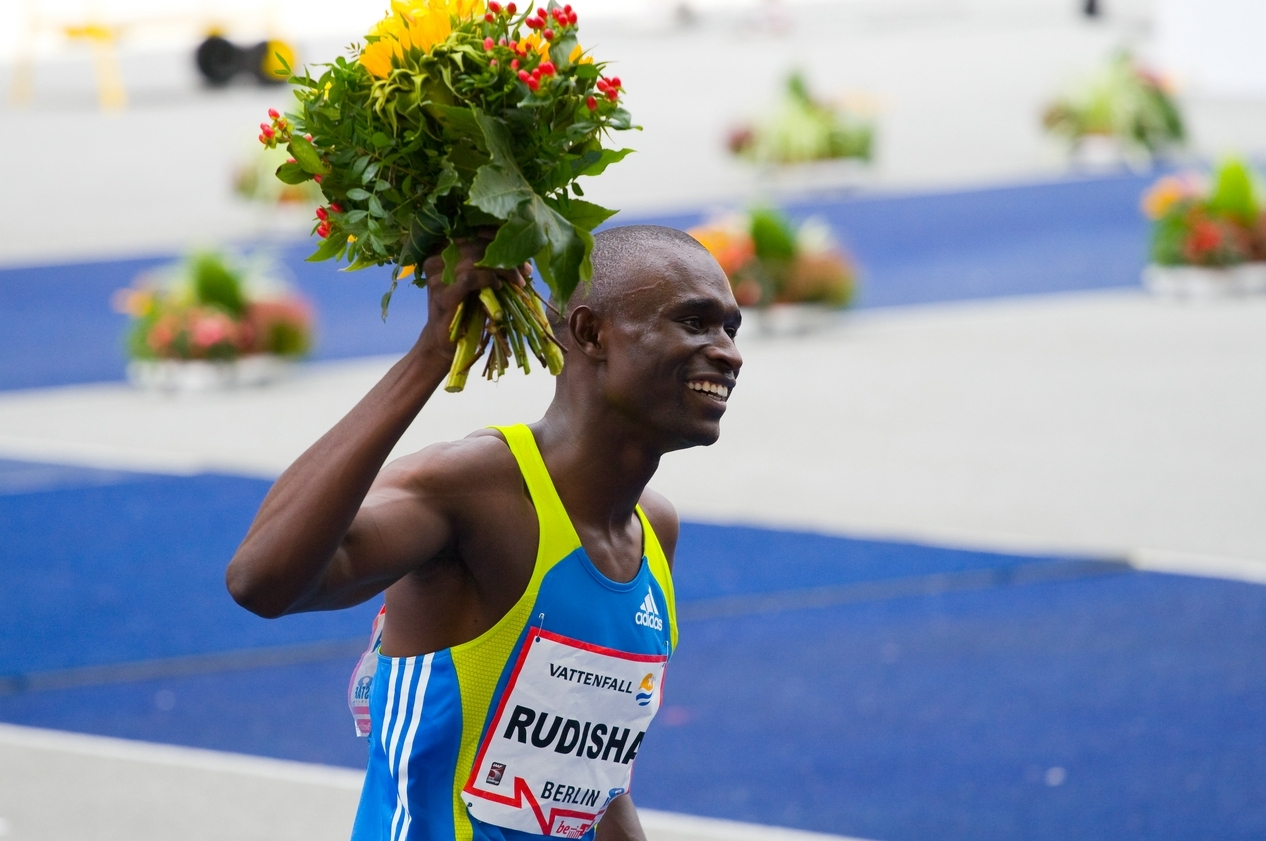
ديفيد روديشا، برلين 2010

والده هو دانييل روديشا، صاحب فضية سباق 400 متر تتابع في أولمبياد المكسيك عام 1968.
بدأ ديفيد مشواره بسباق 400 متر وحقق فيها ميدالية فضية ببطولة شرق إفريقيا للناشئين في أروشا بتنزانيا، انتقل بعدها إلى المنافسة في سباق 800 متر.
بعد فوزه ببطولة العالم للشباب سنة 2006، لم يتمكن من المشاركة في أولمبياد بكين بسبب الإصابة.
وبدأ روديشا يعمل على إستراتيجية لمحو الرقم القياسي العالمي لمواطنه الدنماركي الجنسية ويلسون كيبكيتير ومقداره 1.41.11 دقيقة سجله عام 1997 في لقاء كولن الألماني. وفي صيف 2010 حقق مبتغاه على حلبة الملعب الأولمبي في العاصمة الألمانية برلين وهو الملعب ذاته الذي فشل فيه قبل عام في بطولة العالم بتسجيله 1.41.09 دقيقة. وبعد ثلاثة أيام، أي في 29 أغسطس 2010، حطم الرقم مجددا في لقاء رييتي الإيطالي بتوقيت مقداره 1.41.01 دقيقة.
وفي لندن ضمن دورة الألعاب الأولمبية فاز بالذهبية وحطم الرقم القياسي العالمي مسجلاً 1.40.91 دقيقة.

## وصلات خارجية
- روديشا يحطم الرقم العالمي ويحرز ذهبية سباق 800 متر وكاكي السابع

## روابط خارجية
- ديفيد روديشا على موقع الاتحاد الدولي لألعاب القوى (الإنجليزية)
- ديفيد روديشا على موقع الدوري الماسي (الإنجليزية)
- ديفيد روديشا على موقع اللجنة الأولمبية الدولية (الإنجليزية)
- ديفيد روديشا على موقع أوليمبيديا (الإنجليزية)
- ديفيد روديشا على موقع اتحاد ألعاب الكومنولث (مؤرشف) (الإنجليزية)